# حسين خزعل
حسين خلف الشيخ الکعبي المشهور بحسين خزعل (1912 المحمرة – 6 يونيو 1972 الكويت) كاتب ومؤرخ عراقي ألف عدة مؤلفات تاريخية أبرزها كتابه تاريخ الكويت السياسي.

## سيرة
ولد حسين بن خلف بن عساف بن يوسف بن مرداو أو حسين خزعل كما اشتهر بذلك نسبة لجده لأمه «خزعل ابن الحاج جابر بن مرداو» في عام 1912م في المحمرة ودرس بالمدارس الموجودة فيها، عمل بوظيفة حكومية في العراق حتى حصوله على التقاعد، كما عمل بوظيفة بسيطة في وزارة الداخلية في الكويت سنوات قليلة حتى فصل منها.

## وفاته
وتوفي في الساعة السادسة صباحًا من السادس من شهر يونيو من عام 1972 وكانت وفاته بسبب تعرضه لنوبة قلبية حادة أثناء وجوده بمستشفى الصباح لتلقيه العلاج من أمراض مزمنة لازمته منذ أمد بعيد منها السكري والكلى ونقل جثمانه إلى العراق ليدفن فيها.
كتب الأديب الكويتي عبدالله خالد الحاتم مقالا في مجلة البيان عدد 76 الصادرة في شهر يوليو 1972م تناول فيه خبر وفاته وجاء عنوان مقالته «صاحب تاريخ الكويت السياسي حسين خزعل في ذمة الله»» تطرق فيه إلى هذا الكتاب ومؤلفه وذكر الحاتم في مقاله ما يلي: «حسين خزعل وهب حياته كلها للكويت وللاجيال القادمة.. ولكن للاسف البالغ ان هذه الهبة قوبلت بالجحود والرفض وتجاوزته إلى العقاب فمنع كتابه من التداول في الكويت وطرد من عمله الذي هو مورد رزقه الوحيد له ولعائلته».

## المؤلفات
- 1962 – 1970 تاريخ الكويت السياسي 5أجزاء، دار ومكتبة الهلال[3]
  - الجزء الأول تضمن تاريخ الكويت منذ النشأة إلى آخر عصر الشيخ محمد الصباح الحاكم السادس
  - الجزء الثاني يختص بعصر الشيخ مبارك الصباح
  - الجزء الثالث يختص بعصر الشيخ جابر المبارك
  - الجزء الرابع يختص بعصر الشيخ سالم المبارك
  - الجزء الخامس يختص بعصر الشيخ أحمد الجابر
- 1968 – حياة الشيخ محمد بن عبد الوهاب، دار ومكتبة الهلال[4]
- 1972 – تاريخ الجزيرة العربية في عصر الشيخ محمد بن عبد الوهاب.[5]

### منع كتاب تاريخ الكويت السياسي
منع الكتاب لفترة طويلة من الزمن منذ صدوره عام 1962 من الدخول إلى الكويت، لأنه كانت له وجهة نظر مغايرة لا ترضى عنها السلطات آنذاك. وقد كتب عن ذلك الحاتم قائلًا «وقد لفت هذا المنع انظار الناس لهذا الكتاب وزاد من قيمته الادبية والمادية وكثر الطلب عليه في الداخل و الخارج وبيعت النسخة الواحدة منه بثمن يصعب تصديقه وتسربت معظم نسخ الكتاب إلى الكويت ان لم نقل جميعها».

## منشورات عنه
- سيرة الكاتب حسين خلف الشيخ خزعل: تاريخ الكويت السياسي (2011)، جابر خليل جابر، مجلة دراسات تاريخية، جامعة البصرة كلية التربية للبنات.[7]